# Arthroleptella hewitti
Arthroleptella hewitti és una espècie de granota que viu a Sud-àfrica i, possiblement també, a Lesotho.